# Billing
Billing (englisch für „Abrechnung“) ist der Anglizismus für den Geschäftsprozess der Fakturierung in Dienstleistungsverträgen, insbesondere der Telekommunikation und artverwandten Marktsegmenten. Das Billing umfasst die Ablaufabschnitte von der Entgegennahme der Nutzungsdaten (z. B. Festnetz, Mobilfunknetz oder Internet) bis zur Erstellung und zum Versand der Rechnung.
Eine notwendige Vorstufe zum Billing ist bei großer Bandbreite der geleisteten Dienste beispielsweise im Gesundheitswesen die Dokumentation und die Kodierung, welche die Übertragung aus narrativer Prosa oder schwach strukturiertem Text in eine feste Dokumentations- und Abrechnungsstruktur besorgen.

## Billing-Prozess
Der Prozess besteht im Wesentlichen aus folgenden Teilprozessen (wobei zu berücksichtigen ist, dass die Begriffe zwar einem gewissen Common Sense unterliegen, aber bei einzelnen Telekommunikationsunternehmen und Lösungsanbietern variieren können):
- Mediation: Sammeln der Nutzungsdaten (z. B. CDR) im Netz,
- Rating: Bewertung eines einzelnen Ereignisses (z. B. Berechnen des Preises für ein einzelnes Telefongespräch),
- Bill Generation: Zusammenfassen der bepreisten Ereignisse und Erstellung einer Gesamtrechnung, z. B. unter Berücksichtigung von Rabatten,
- Produktmanagement (Produktverwaltung): Verwaltung der zu verkaufenden Komponenten (z. B. Nahgespräch, Ferngespräch) mit den technischen und organisatorischen Aspekten. Produkte können auch Produktbündel sein (zum Beispiel ISDN mit drei Anschlüssen, einer Mailbox und Rufweiterleitung)
- Tarif-Management (Tarifverwaltung): Verwaltung der Regeln, nach denen der Preis für ein einzelnes Ereignis berechnet oder die Gesamtrechnung gebildet wird.

Folgende Prozesse sind im Umfeld des Billing erforderlich
- Customer Administration (Kundendatenverwaltung): Anlegen eines Kunden mit allen für die Fakturierung notwendigen Daten
- Bill Presentment (Rechnungsdarstellung); im einfachsten Fall durch Ausdrucken auf Papier; auch durch Darstellung im Internet (elektronische Rechnung) über einen gesicherten Zugriff

Die Komplexität des Billing ergibt sich im Wesentlichen durch folgende Aspekte:
- Vielzahl von abzurechnenden Diensten (analoge und digitale Telefonie, Mobilfunk, X.25, X.400, Frame Relay, Interconnection, …)
- heterogene Netztechnologien mit verteilten Datenquellen und stark unterschiedlichen Datenstrukturen
- Variantenvielfalt und Komplexität der Tarifmodelle bei gleichzeitiger extrem kurzer Markteinführungszeit
- Stark individualisiertes Rechnungslayout vor allem im Geschäftskundenbereich
- Datenschutz

Das den Billingprozess unterstützende IT-System (Billingsystem) ist daher recht umfangreich. Es benötigt eine leistungsstarke Rechenzentrums-Umgebung mit im Einzelfall hochausfallsicheren Systemen.

## Eigenschaften von Billing-Systemen

### Funktionale Eigenschaften
- Komplexe Produkthierarchien (jedes Item abrechenbar)
- Tarife können in weiten Grenzen ohne Programmänderung konfiguriert werden
- Komplexe Kundenhierarchien (in Tiefe und Breite nicht begrenzt)
- Individuell definierbares Rechnungslayout mit Gruppierungen und Aggregierungen von Produkten und Kundenhierarchiestufen
- Historische Datenhaltung zur Abrechnung verspäteter Entgelte bzw. rückwirkender Aufträge
- Einhaltung der Regeln des Telekommunikationsgesetz (speziell der Vorgaben zum Datenschutz)
- GoB-Konformität (speziell ordnungsgemäße Speicherbuchführung)
- Realtime-Fähigkeit aller Komponenten (speziell bei Mobilfunk/Prepaid)

### Technologische Eigenschaften
- meist UNIX-basiert
- besitzt hohe Durchsatzraten/Performance, Parallelisierbarkeit zur Verarbeitung der hohen Volumina
- XML-ähnliches internes Datenformat vermeidet Softwareänderungen bei Abrechnung neuer Dienste
- ermöglicht Anschluss fremdentwickelter Konverter von proprietären Datenformaten von Netzelementen zwecks Flexibilität und Unabhängigkeit vom Netzelemente-Hersteller

## Probleme beim Billing
Zu ungerechtfertigten Billingpositionen kann es kommen, wenn bei einzelnen Verbindungen Fälle von False Answer Supervision auftraten.
Ein aus Kundensicht unrichtiges Billing kann vorkommen, wenn der Nummerierungsplan eines Landes geändert wurde, diese Änderung jedoch im Billingsystem nicht termingleich hinterlegt wurde. Konkret wird dabei zum Beispiel ein Gespräch in das Mobilfunknetz eines Landes fakturiert, obwohl die Verbindung tatsächlich zu einem Festnetzanschluss des Landes erfolgte.

## Billing und Vorratsdatenspeicherung
In Ländern, in denen Vorratsdatenspeicherung vorgeschrieben oder erlaubt ist, werden diese Daten in der Regel im Billing-Prozess erfasst. Die Billing-Daten beschreiben als Metadaten vollständig die Kommunikation im Netz. Um das hohe Datenvolumen zu reduzieren, eliminiert man frühzeitig redundante Daten. So fallen bei jedem Telefonat zwei Call Detail Records an, je einer für den rufenden und den angerufenen Teilnehmer. Diese beiden Records enthalten symmetrische Daten, so dass man einen verwerfen kann.